# Kyssa sammet
Kyssa sammet (engelsk originaltitel: Tipping the Velvet) är en historisk roman från 1998 av den brittiska författaren Sarah Waters. Den var Waters debutroman. Den utspelas i 1890-talets England.

## Handling och teman
Boken är en historia om att bli vuxen och en persons erotiska uppvaknande. Den kretsar kring den unga kvinnan Nan (Nancy Astley) som blir förälskad i Kitty Butler, en kvinna som agerar dragking på en lokal varietéteater i en sydengelsk kustort. Nan följer Kitty i en hennes vidare karriär på teatrar i London, först som hennes påklädare, sedan som hennes scenpartner. Dessutom inleder de två en kärleksrelation.
Senare leder livets olika nycker Nan Astley till andra miljöer i London. Hon kommer successivt till insikt både om vad för värld hon lever i och om hur hon ska göra för att klara sig i den.

## Teman
Historien är berättad som en viktoriansk pikaresk, om en ung persons väg till självinsikt. Romanen har starka lesbiska teman, men personernas läggning presenteras som lika självklara som heterosexuella motsvarigheter i andra författares romaner.
Sarah Waters skrev romanen medan hon förberedde en disputation till filosofie magister i engelsk litteratur; hon bestämde sig för att skriva en berättelse som hon själv skulle vilja läsa. Waters skrev in sin egen kärlek för olika människotyper, liksom om Londons olika distrikt. Waters beslöt att låta sina lesbiska romanfigurer interagera med sin omgivning, i kontrast mot det vanliga inom lesbisk litteratur där huvudpersonerna ofta får fly från en förtryckande miljö.
Waters har erkänt att hon i boken presenterat en tämligen ohistorisk lesbisk miljö och närvaro i det viktorianska London. Huvudpersonens erfarenheter inom teatervärlden och hennes olika "resor" genom flera olika stadsmiljöer ger henne möjlighet att iaktta de sociala villkoren i det sena 1800-talets London, samtidigt som författaren kan utforska frågeställningar kring genus, sexism och klasskillnader.

## Mottagande och fortsättning
Sarah Waters debutroman blev mycket uppmärksammad, och den valdes av både The New York Times och The Library Journal till en av 1998 års bästa böcker. Walters följde upp framgången med två andra romanen med den viktorianska eran som miljö. Kritiker av Kyssa sammet har framför allt lyft fram historiens användning av humor, äventyr och sexuell frispråkighet (originaltitelns "tipping the velvet" är ett viktorianskt uttryck för kvinnligt oralsex). Den har jämförts med liknande äventyrshistorier i stadsmiljö av Charles Dickens och Daniel Defoe.
Fyra år senare bearbetades Waters roman av BBC till en tre delar lång miniserie, med Rachael Stirling och Keeley Hawes i de två ledande rollerna. 2015 presenterades historien som en teaterpjäs.